# Włodzimierz Kołos
Włodzimierz Kołos (6 septembre 1928 - 3 juin 1996) est l'un des fondateurs de la chimie quantique moderne et a fait partie des pionniers sur les calculs précis des structures électroniques des molécules. Il fut professeur à l'université de Varsovie à partir de 1969, directeur de recherche à l'Institut pour la recherche nucléaire (1961-1966) et directeur du Département de chimie de l'université de Varsovie (1965-1996). L'Université de Varsovie et la Société polonaise de chimie (pl) décernent la médaille Kołos tous les deux ans afin de commémorer sa vie et sa carrière.

## Enfance et jeunesse
Né à Pinsk dans une famille de cheminots en 1928, Włodzimierz Kołos suivit sa famille lorsqu'ils partirent pour l'ouest de la Pologne. Lors de l'occupation allemande du pays (c'est-à-dire entre sa treizième et sa dix-septième année), il travailla dans le laboratoire de photographie de la pharmacie de Środa Wielkopolska et obtint son diplôme de fin d'études secondaires en 1947.

## Recherche
Diplômé par une maîtrise en sciences en chimie en 1950 de l'Université de Poznań, il commença sa carrière académique comme chimiste organicien. Il y fut, avant même la fin de ce cycle d'études, adjoint du professeur Jerzy Suszko (pl). Cependant, il fut rapidement attiré par la physique théorique et en conséquence, commença des études supérieures en physique théorique en 1951 et acheva sa thèse, sous la direction de Leopold Infeld, portant sur l'« Effet de l'inhibition de la rotation sur la dispersion des neutrons de basse énergie par les protons liés » en seulement deux ans.
W. Kołos est connu principalement pour son travail sur la théorie de la corrélation électronique dans les molécules. En 1958, il intégra l'Université de Chicago, à un moment où les ordinateurs les plus puissants de l'époque étaient accessibles pour la première fois à la communauté scientifique. Il développa un nouveau programme informatique de résolution de l'équation de Schrödinger pour la molécule dihydrogène avec une précision sans précédent. Au début des années 1960, Kołos et Wolniewicz publièrent un certain nombre de papiers pionniers sur les courbes d'énergie potentielle de dihydrogène, avec d'importantes corrections à l'approximation de Born-Oppenheimer, en y incluant des termes adiabatiques, non-adiabatiques et relativistes. Un de leurs résultats attira particulièrement l'attention de la communauté scientifique : l'énergie de dissociation calculée n'était pas en accord avec les meilleurs résultats expérimentaux alors disponibles, donnés par le groupe de Gerhard Herzberg. Quelques années plus tard, G. Herzberg améliora ses méthodes expérimentales et obtint un nouveau résultat en accord avec les résultats théoriques. Ce fut la première fois que les calculs de mécanique quantique sur une molécule s'avérèrent plus précis que les meilleurs expériences. G. Herzberg lui-même en souligna l'importance lors de son discours Nobel.
W. Kołos constitua un groupe important de recherche en chimie quantique moléculaire à l'Université de Varsovie où il était professeur, et fit de nombreuses autres contributions importantes, en particulier dans le champ des forces intermoléculaires. Il fit des contributions importantes dans la théorie de la perturbation adaptée aux symétries des forces intermoléculaires et mena des études pionnières sur la non-additivité de ces forces.
Dans les années 1980, W. Kołos traita de la modélisation détaillée de la désintégration β du tritium dans les molécules et solides. Ces calculs constitue une avancée majeur pour la détermination de la masse du neutrino électronique émis lors de la désintégration du tritium utilisé aujourd'hui dans les expériences visant à déterminer la masse de neutrinos inertes. Il a également traité de la fusion catalysée par muons, travail initié dès 1960 avec Clemens Roothaan et Robert Sackiem par un calcul de taux de fusion, et relancé dans les années 1980 sur la base de nouveaux résultats expérimentaux. Il produisit alors, en collaboration avec des chercheurs de l'Université de Varsovie et de Gainsville (Floride), un calcul très précis pour les molécules contenant des muons, en tenant compte non seulement de l'interaction électrostatique, mais de la force s'exerçant entre les noyaux de tritium et le deutérium. Ce travail a conduit à l'élaboration de la limite théorique de la cote d'efficacité de la catalyse. 
Il est l'auteur de plus d'une centaine d'articles scientifiques (très souvent cités) et de trois livres.

## Activité politique
W. Kołos était un catholique pratiquant, s'intéressant à la thématique des relations entre la Science et l'Église catholique. Il a participé à des séminaires portant sur le sujet organisés à Castel Gandolfo par le pape Jean-Paul II.
Il était également engagé socialement et soutenait le mouvement intellectuel visant à s'affranchir de la tutelle soviétique. Il a été, entre autres, l'un des signataires d'une lettre ouverte (1988) aux intellectuels soviétiques, réclamant un dialogue polono-russe et la révélation des auteurs du massacre de Katyń.

## Nominations et récompenses
W. Kołos était membre de l'Académie polonaise des sciences (1969), de l'Académie internationale des sciences moléculaires quantiques et de l'Academia Europaea.
Il fut lauréat de :
- la médaille Sniadecki.
- la médaille Copernic.
- la médaille de l'Académie israélienne des sciences et lettres.
- le prix Alexander von Humboldt.
- le prix Jurzykowski.
- le prix Swietoslawski.
- la première médaille annuelle de l'Académie internationale des sciences moléculaires quantiques.